# 脇町野村
脇町野村（わきまちのむら）は、徳島県美馬市の大字。郵便番号は〒779-3620。

## 地理
美馬市の中央部に位置。南は吉野川を隔てて穴吹町三島、西は野村谷川を境に脇町川原町、西は脇町木ノ内、北は脇町に接する。
地内のほぼ中央を東西に徳島県道12号鳴門池田線（撫養街道）が通る。

### 河川
- 吉野川
- 野村谷川

## 歴史
- 2005年（平成17年）3月1日 - 美馬郡脇町が木屋平村・穴吹町・美馬町と合併して美馬市となり、現在の町名となる。

## 施設
- 野村八幡神社
- 野村西団地

## 交通

### 道路
都道府県道
- 徳島県道12号鳴門池田線